# Кан Бон Чхиль
Кан Бон Чхиль (хангыль: 강봉칠; 7 ноября 1943) — северокорейский футболист, защитник, участник чемпионата мира 1966 года.

## Карьера

### В сборной
Кан Бон Чхиль выступал за сборную КНДР с 1965 по 1973 гг. Играл в отборочных матчах с Австралией перед чемпионатом мира 1966 года, на турнире провёл стартовую игру против сборной СССР.
В 1973 году в рамках первого круга 7-х Летних Азиатских игр в Тегеране, являвшихся, по совместительству, отборочным турниром к чемпионату мира 1974 года в Азиатской зоне, провёл ряд матчей против сборных Ирана, Кувейта и Сирии.
| Матчи и голы Кана Бон Чхиля за сборную КНДР | Матчи и голы Кана Бон Чхиля за сборную КНДР | Матчи и голы Кана Бон Чхиля за сборную КНДР | Матчи и голы Кана Бон Чхиля за сборную КНДР | Матчи и голы Кана Бон Чхиля за сборную КНДР | Матчи и голы Кана Бон Чхиля за сборную КНДР | Матчи и голы Кана Бон Чхиля за сборную КНДР |
| ------------------------------------------- | ------------------------------------------- | ------------------------------------------- | ------------------------------------------- | ------------------------------------------- | ------------------------------------------- | ------------------------------------------- |
| №                                           | Дата                                        | Место проведения                            | Соперник                                    | Счёт                                        | Голы                                        | Турнир                                      |
| 1                                           | 21 ноября 1965                              | Пномпень, Камбоджа                          | Австралия                                   | 6:1                                         | -                                           | Отбор к ЧМ-1966 (стыковой матч)             |
| 2                                           | 24 ноября 1965                              | Пномпень, Камбоджа                          | Австралия                                   | 3:1                                         | -                                           | Отбор к ЧМ-1966 (стыковой матч)             |
| 3                                           | 12 июля 1966                                | Мидлсбро, Англия                            | СССР                                        | 0:3                                         | -                                           | Чемпионат мира 1966                         |
| 4                                           | 4 мая 1973                                  | Тегеран, Иран                               | Иран                                        | 0:0                                         | -                                           | Отбор к ЧМ-1974                             |
| 5                                           | 6 мая 1973                                  | Тегеран, Иран                               | Сирия                                       | 1:1                                         | -                                           | Отбор к ЧМ-1974                             |
| 6                                           | 8 мая 1973                                  | Тегеран, Иран                               | Кувейт                                      | 0:0                                         | -                                           | Отбор к ЧМ-1974                             |
| 7                                           | 11 мая 1973                                 | Тегеран, Иран                               | Иран                                        | 1:2                                         | -                                           | Отбор к ЧМ-1974                             |
| 8                                           | 15 мая 1973                                 | Тегеран, Иран                               | Кувейт                                      | 0:2                                         | -                                           | Отбор к ЧМ-1974                             |

Итого: 8 матчей / 0 голов; 2 победы, 3 ничьих, 3 поражения.